# Manuel González Prada
Manuel González Prada, rodným jménem José Manuel de los Reyes González de Prada y Álvarez de Ulloa (5. ledna 1844, Lima – 22. července 1918, Lima), byl peruánský politik, myslitel, anarchista, esejista a básník. V letech 1912–1914 a 1915–1918 byl ředitelem Národní knihovny Peru (Biblioteca Nacional del Perú).

## Život
Narodil se 5. ledna 1844 v Limě v aristokratické rodině pocházející ze Španělska. Jeho otec Francisco González de Prada Marrón y Lombera byl členem soudního dvora, jeho matka, oddaná katolička, se jmenovala María Josefa Álvarez de Ulloa y Rodríguez de la Rosa. 8. ledna 1844 byl v kostele San Sebastián pokřtěn limským arcibiskupem.
V roce 1855 byla rodina z politických důvodů nucena se přestěhovat do Valparaísa v Chile, kde Manuel González Prada navštěvoval anglickou školu. Po návratu do Peru v roce 1857 se jeho otec stal primátorem Limy a Manuel se zapsal na Real Convictorio de San Carlos. Začal zde studovat práva a humanitní vědy, studium ale nedokončil. V roce 1863, kdy mu bylo 19 let, zemřel náhle jeho otec ve věku 48 let a Manuel González Prada přerušil svá studia a začal se věnovat poezii a dramatické tvorbě.
Byl členem Literárního klubu v Limé a zakladatelem, později vicepresidentem Peruánského literárního kruhu, který se věnoval literatuře založené na vědě a poznání budoucího vývoje společnosti. Po smrti matky v roce 1888, zesílila jeho kritika společenských poměrů. Zařadil se do skupiny sociálních reformátorů, kam patřil například literát a politik Ricardo Palma nebo spisovatelky Clorinda Matto de Turner a Mercedes de Cabello Carbonera.
Během války proti Chile se účastnil bitvy u San Juanu a Miraflores, za obranu peruánské metropole. V důsledku invaze chilských vojáků do Limy se na protest zdržoval dva roky (1881–1883) ve svém domě, odkud nevycházel. Po podepsání mírové smlouvy (Tratado de Ancón) a odchodu chilských okupantů pokračoval v novinářské práci. V roce 1885 publikoval články Grau (o hrdinovi z bitvy u Angamos) a Hugo (u příležitosti úmrtí slavného francouzského literáta).
Pro nepříznivé poměry v zemi, odcestoval koncem roku 1891 se svoji ženou Adrianou do Evropy, kde pobýval dalších sedm let. Spolu s ní navštívil Francii, Švýcarsko, Belgii a Španělsko. Do Limy se vrátil v roce 1898 a dvě sbírky poezie Minúsculas a Exóticas. Jeho nejznámější kniha Pájinas libres (1894) vyvolala pobouření veřejnosti a byl blízko vyloučení z katolické církve.
Zemřel na srdeční zástavu, v Limě dne 22. července 1918, ve věku 74 let.

### Politická kariéra

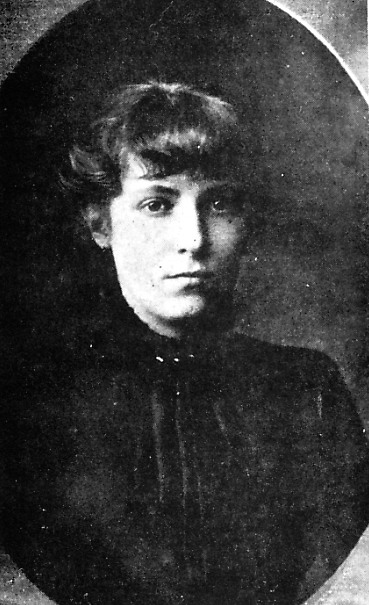
Adriana de Verneuil (1885)

Podílel se aktivně na politickém životě v Peru jako člen konzervativní politické strany Partido Civil a jako zakladatel radikální strany s názvem Unión Nacional. Tato strana ho jmenovala jako svého prezidentského kandidáta, ale po pronásledování režimem uprchl do Evropy. V prezidentských volbách v roce 1899 skončil jako třetí s 0,95 % hlasů. Po neúspěchu v prezidentských volbách byl požádán, aby pracoval pro nově vytvořenou vládu. Nastoupil do funkce ředitele Národní knihovny Peru na Abancay Avenue a přispěl k reorganizaci a zlepšení knihovny, která si pod jeho vedením získala mezinárodní uznání. Přestože se nepovažoval za komunistu, v ekonomické teorii měl blízko k marxistickému pojetí. Mnohem více ho ale ovlivňovali svými anarchistickými postoji Pierre-Joseph Proudhon a Michail Alexandrovič Bakunin. Byl kritikem aristokratických kruhů (ke kterým sám patřil) a prosazoval reformy ve prospěch peruánského lidu.

### Soukromý život
V roce 1877 se oženil s Adrianou de Verneuil, původem Francouzkou. Spolu měli tři děti, z nichž se dospělosti dožil pouze nejmladší syn, Alfredo González Prada, diplomat a spisovatel, pokračovatel díla svého otce. Kromě něho měl ještě dceru Mercedes González Prada Calvet se svojí první láskou Verónicou Calvet de Bolívar, se kterou se ale neoženil.

## Dílo

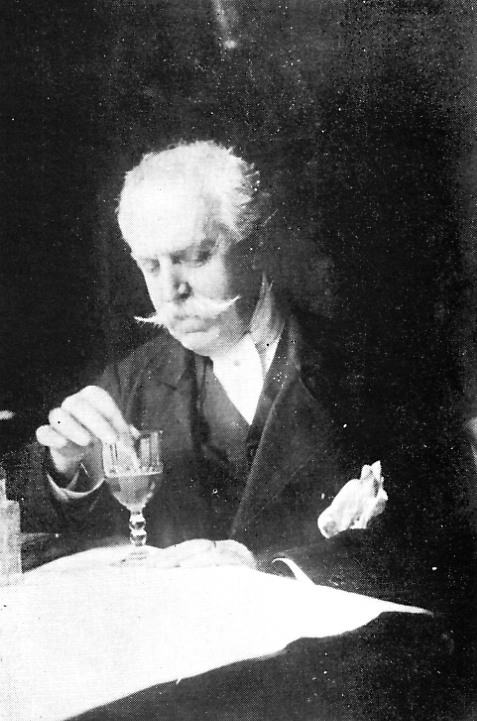
Manuel González Prada (1915)

Jako esejista byl znám především kritikou sociální a politické situace v zemi, která se zostřovala po tichomořské válce (1879–1883), největší válečné katastrofě v republikánské historii Peru. Byl představitelem realismu a modernismu v latinskoamerické literatuře. Ve svých básních se často zabýval různými stránkami útlaku domorodého obyvatelstva, Indiánů (Trozos de vida, Baladas peruanas). Věnoval se též překladům děl Friedricha Schillera a Heinricha Heineho.
Prada byl revolučním demokratem. Napsal politické, sociologické a literární práce, mezi nimiž je možno vyzvednout tyto: „Smrt a život“ (1890), „Svobodné stránky“ (1894), „Naší Indiáni“ (1904), „Inteligent a dělník“ (1905), „Doby boje“ (1908). V Pradově tvorbě zaujímají centrální postavení otázky revoluční změny sociální skutečnosti. Byl přesvědčen, že s vykořisťováním mohou proletáři skončit jen revolucí.

### Próza, eseje
- 1894 Pájinas libres, Paříž
- 1904 Nuestros indios, Lima
- 1908 Horas de lucha, Lima
- 1933 Bajo el oprobio. Paříž
- 1936 Anarquía, Santiago de Chile
- 1936 Nuevas páginas libres, Paříž
- 1938 Figuras y figurones, Paříž
- 1938 Propaganda y ataque, Buenos Aires
- 1941 Prosa menuda, Buenos Aires
- 1945 El tonel de Diógenes, Mexiko

### Poezie
- 1901 Minúsculas, Lima
- 1911 Exóticas, Lima
- 1928 Presbiterianas, Lima
- 1933 Trozos de vida, Paříž
- 1935 Baladas peruanas, Santiago de Chile
- 1937 Grafitos, Paříž
- 1938 Libertarias, Paříž
- 1939 Baladas, Paříž
- 1946 Adoración, Lima
- 1973 Poemas desconocidos, Lima
- 1975 Letrillas, Lima